# The Desert Music
The Desert Music est une œuvre orchestrale de Steve Reich datant de 1984 pour orchestre symphonique et chœur. Composé trois années après Tehillim qui fut la première de ses œuvres intégrant des voix, The Desert Music est conçu pour un chœur complet et est devenu l'une des pièces de Reich les plus jouées et les plus souvent enregistrées.

## Historique
The Desert Music est une commande commune de la Radio ouest-allemande de Cologne et de la Brooklyn Academy of Music de New York. L'œuvre commencée en septembre 1982 fut terminée en 1983 pour la composition et orchestrée durant le mois de février 1984. Elle est donnée en première mondiale à Cologne en mars 1984 sous la direction de Peter Eötvös. Steve Reich considère que la création fut une catastrophe en raison de l'inadéquation des chanteurs allemands qui n'étaient pas formés pour cela. Elle est jouée en première américaine à New York en octobre 1984 par Michael Tilson Thomas.

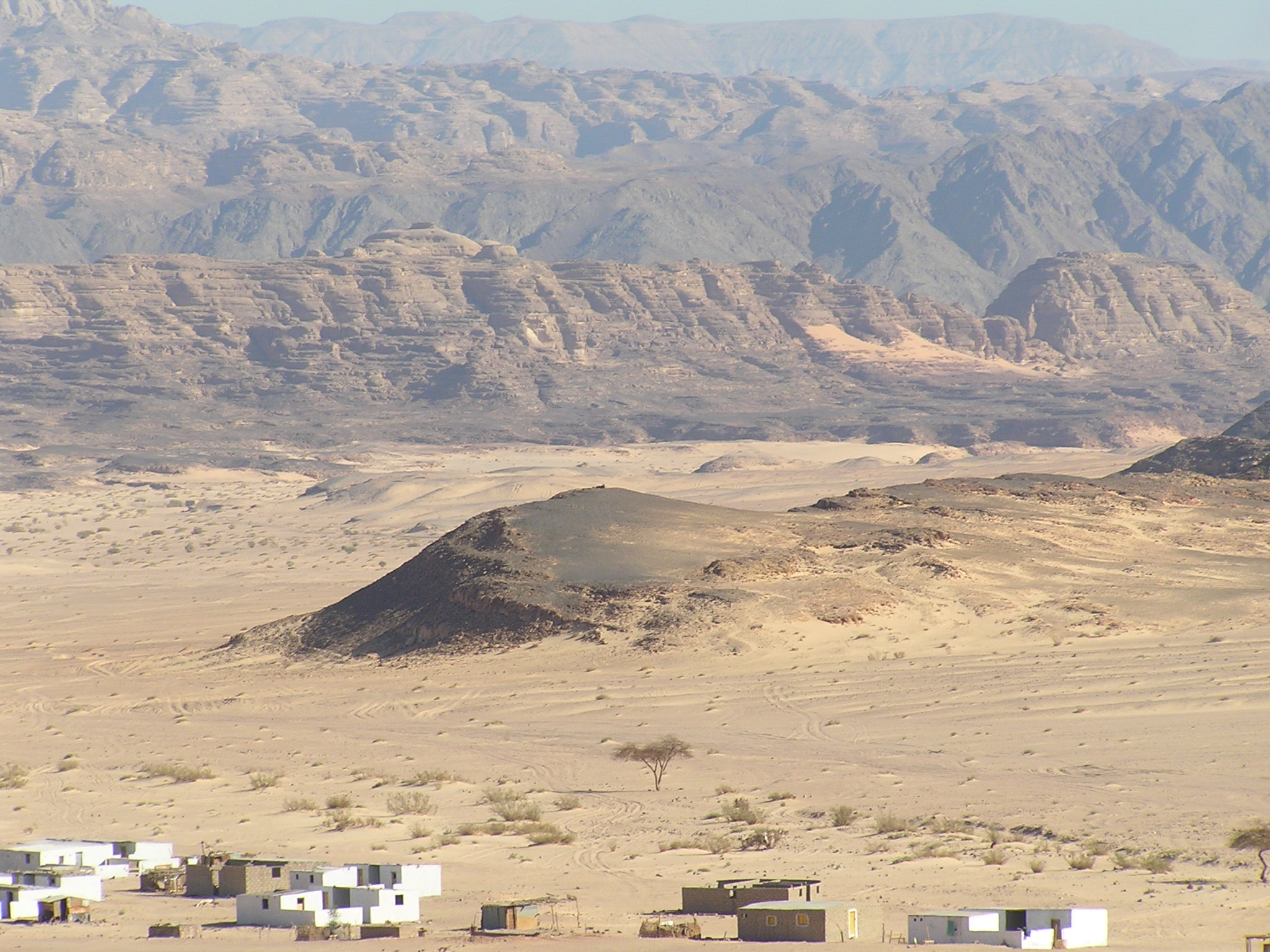
Le désert du Sinaï qui a inspiré en partie The Desert Music.

Cette œuvre est basée sur une sélection de poèmes de l'Américain William Carlos Williams, l'un des poètes favoris de Steve Reich qui l'a découvert à 14 ans, d'après son recueil homonyme de poèmes The Desert Music and Other Poems (1954). L'utilisation du mot Desert est en relation avec trois lieux qui ont influencé Reich : le désert du Sinaï qui a vu la fuite des juifs d'Égypte, le désert de Judée dans lequel Jésus se retire et a ses visions, et enfin le désert de White Sands au Nouveau-Mexique où fut mis au point les armements atomiques américains. Le mot Desert est également en lien direct avec les terres ravagées par les bombardements atomiques de Hiroshima et Nagasaki en 1945.

## Orchestration
The Desert Music est écrite pour un chœur de 27 voix composé de neuf sopranos, six altos, six ténors et six basses. L'orchestre est constitué de 89 musiciens. La section à vent est de quatre flûtes dont trois doublées en piccolo, quatre hautbois dont trois doublés en cor anglais, quatre clarinettes dont trois doublées en clarinettes basses et quatre bassons dont un doublé en contrebasson. Les cuivres sont composés de quatre cors, quatre trompettes dont une doublée en trompette piccolo, deux trombones, un trombone basse, et un tuba. Les percussions sont particulièrement nombreuses avec deux timbales doublées par des rototoms, deux marimbas, deux vibraphones, deux xylophones, deux glockenspiels, des maracas, des baguettes, une grosse caisse et un tam-tam médium. À cela s'ajoutent deux pianos joués par quatre pianistes, dont trois jouant aussi le synthétiseur. Enfin la section des cordes est composée de 48 instruments répartis en trois sections 4-4-3-3-2 réparties à gauche, au centre et à droite de la scène.
Cet orchestre est particulièrement important pour une composition de Reich et constitue probablement le plus gros mis en œuvre par le compositeur.

## Structure
L'œuvre se compose de cinq mouvements joués attacca:
1. Premier mouvement (rapide)
2. Deuxième mouvement (modéré)
3. Troisième mouvement - Ie partie (lente)
4. Troisième mouvement - IIe partie (modérée)
5. Troisième mouvement - IIIe partie (lente)
6. Quatrième mouvement (modéré)
7. Cinquième mouvement (rapide)

Cette œuvre est de forme classique chez Reich en arche ABCBA avec un troisième mouvement lui-même de forme ABA.

## Enregistrements
- The Desert Music, par le Steve Reich and Musicians, Nonesuch Records (1985) . Durée 48 min.
- The Desert Music, par le BBC Symphony Orchestra dirigé par Peter Eötvös, BBC Radio Classics (1996). Durée 46 min.
- The Desert Music par l'Orchestre de Basse-Normandie et l'Ensemble vocal Sequence dirigés par Dominique Debart, Mdg, (2003). Durée 44 min.
- The Desert Music - Tehillim, par les ensembles Alarm Will Sound et Ossia dirigés par Alan Pierson, Canteloupe (2005).